# 이정훈 (1972년)
이정훈(1972년 9월 2일 ~)은 대한민국의 공연 연출가, 영화 배우이다.

## 공연
- 꿈하늘 (2016)
- 써니의 추억 (2019)
- 아! 각시탈 (2019)
- 물들이다염 (2019)
- 달과함께 (2019)

## 영화
- 4등 (2016) - 단역
- 1987 (2017) - 단역
- 너와 극장에서 (2018) - 단역
- 물괴 (2018) - 단역
- 타짜: 원 아이드 잭 (2019) - 단역
- 저 산 너머 (2020) - 단역